# 28-as vízibusz (Velence)
A velencei 28-as jelzésű vízibusz a Piazzale Roma és a Lido között közlekedett. A viszonylatot az ACTV üzemeltette.

## Története
Az egykori 28-as vízibusz a Piazzale Roma és a Lido, Casinò között közlekedett, de röviddel az indulása után meg is szüntették.
A 28-as járat története:
| Időszak     | Járat- szám | Megállók                                                             |
| ----------- | ----------- | -------------------------------------------------------------------- |
| 1990 – 1992 | 28          | Piazzale Roma – Tronchetto B – San Zaccaria (Danieli) – Lido, Casinò |

## Megállóhelyei
| sz. | idő (perc) | megállóhely neve       | sz. | idő (perc) | látnivalók                                 |
| --- | ---------- | ---------------------- | --- | ---------- | ------------------------------------------ |
| 0   | 0          | Piazzale Roma          | 3   | 55         |                                            |
| 1   | 3          | Tronchetto B           | 2   | 52         |                                            |
| 2   | 39         | San Zaccaria (Danieli) | 1   | 16         | Szent Márk tér, Dózse-palota, San Zaccaria |
| 3   | 55         | Lido, Casinò           | 0   | 0          | Lido, Casinò                               |